# Oblężenie Jotopaty
Oblężenie Jotopaty – oblężenie w czasie wojny żydowskiej, które miało miejsce w roku 67 n.e.
W roku 67 n.e. Wespazjan na czele 60 000 żołnierzy wkroczył do południowej Galilei. Trzon armii stanowiło 45 000 Rzymian, uzupełnianych przez oddziały posiłkowe Agryppy, Antiocha, Soajmosa (6 000 piechoty, 3 000 jazdy) oraz Malchosa (5 000 piechoty i 1 000 jazdy). Pierwszym celem Rzymian stało się miasto Gabara, które zostało szybko zdobyte a ludność wymordowana. Następnie wojska Wespazjana podeszły pod miasto Jotopata, szykując się do oblężenia. Miasta bronił silny oddział powstańczy na czele którego stał żydowski wódz Galilei Józef Flawiusz.
Zanim główne siły Wespazjana dotarły pod miasto, próbę jego zdobycia podjął Placidus dowódca garnizonu Sefforis. Pierwszy szturm Rzymian został odparty. Obrońcy miasta wyszli za mury atakując z furią przeciwnika. Rzymianie stracili w tym ataku siedmiu zabitych i wielu rannych. Straty żydowskie wyniosły 3 zabitych oraz niewielką liczbę rannych. Dopiero wieczorem pod miasto podeszły główne siły Rzymian, które otoczyły je potrójnym pierścieniem. Rankiem Rzymianie zaatakowali miasto, natykając się na zaciętą obronę powstańców. Udany wypad żydowskiego oddziału wyparł jednak atakującego napastnika. W walce tej Żydzi stracili 17 zabitych i 600 rannych. Straty rzymskie wyniosły 13 zabitych i wielu rannych.
Wysokie straty skłoniły Rzymian do zaprzestania ataków i przystąpienia do regularnego oblężenia. W tym celu sprowadzili pod miasto katapulty oraz machiny bojowe, z których ostrzeliwali mury. Ostrzał spowodował ogromne straty w mieście, zniszczonych zostało wiele budynków, a liczni obrońcy ponieśli śmierć. W odpowiedzi na to Józef wysyłał grupy wypadowe, które niszczyły wały i podkładały ogień pod umocnienia rzymskie. Po kilkunastu dniach Rzymianie używając tarana dokonali wyłomu w murze i podjęli próbę wdarcia się do środka. Tu jednak zostali odparci i ponieśli wysokie straty. Wespazjan zmuszony został do przerwania szturmu.
Po 47 dniach oblężenia do obozu rzymskiego zgłosił się zdrajca żydowski, który wskazał Wespazjanowi dogodną porę i miejsce ataku. Rzymianie pod wodzą syna Wespazjana – Tytusa wdarli się przed świtem na mury, zaskakując śpiących wartowników. Za nimi po drabinach wspięły się wojska posiłkowe, które szybko zajęły miejską cytadelę. Niedługo później miasto zostało zdobyte. Rozpoczęła się trwająca cały dzień masakra mieszkańców, która pochłonęła 40 000 zabitych. Do niewoli rzymskiej trafiło zaledwie 1200 ludzi. W trakcie siedmiu tygodni oblężenia zginęło też wielu Rzymian. Jedną z ofiar był centurion Antoniusz, który wsławił się podczas obrony Askalonu. W ręce Rzymian dostał się przywódca powstańców Józef, którego poprowadzono przed oblicze Wespazjana. Żydowski przywódca przepowiedział Wespazjanowi, że zostanie cesarzem, dzięki czemu zachował życie w niewoli. Po zdobyciu Jotopaty Rzymianie skierowali się do Cezarei nadmorskiej, gdzie zamierzali przezimować.